# Consolis
Consolis er en fransk international producent af betonelementer med hovedkvarter i Paris. De er tilstede i 17 lande og de har 47 fabrikker i primært Europa og Nordafrika. De sælger årligt for over 1 mia. euro.. I alt har de 8.000 ansatte. I Danmark er de ejere af Spæncom.